# Redoute Melk en Brokken
De Redoute Melk en Brokken was een redoute die was gelegen in de Veerhoekpolder, in een knik van de Veerhoekdijk, waar de Brugsche Vaart en het Coxysche Gat samenkwamen. Hij maakte deel uit van de Linie van Oostburg. De naam is mogelijk een geestige parodie op het soldateneten. In de buurtschap Konijnenberg ten westen van Oostburg liggen bij een eeuwenoude monumentale boerderij nog nauwelijks zichtbare restanten van de sterkte.
De redoute werd opgericht in 1605, nadat de Staatsen het Land van Cadzand op de Spaansgezinden hadden veroverd. Hij werd in 1673 weer gesloopt. Het restant werd gebruikt als stelle, een vluchtheuvel voor de schapen die op de nabijgelegen schorren in het Coxysche Gat graasden, op de plek waar later de Austerlitzpolder zou komen. In 1710 sprak men van de Stelle van de Veerhoek.